# 1950-es magyar birkózóbajnokság
Az 1950-es magyar birkózóbajnokság a negyvenharmadik magyar bajnokság volt. A kötöttfogású bajnokságot október 29-én, a szabadfogású bajnokságot pedig május 7-én rendezték meg, mindkettőt Budapesten, a Nemzeti Sportcsarnokban.

## Eredmények

### Férfi kötöttfogás
| Versenyszám  | Arany                            | Arany | Ezüst                         | Ezüst | Bronz                       | Bronz |
| ------------ | -------------------------------- | ----- | ----------------------------- | ----- | --------------------------- | ----- |
| Lepkesúly    | Méhész Mihály Bp. Honvéd         |       | Szilágyi Gyula Bp. Lokomotív  |       | Apostol József Ózdi Vasas   |       |
| Légsúly      | Bencze Lajos Bp. Dózsa           |       | Sümegi István Bp. Honvéd      |       | Mester László Bp. Lokomotív |       |
| Pehelysúly   | Sipos László Debreceni Lokomotív |       | Hoffmann Géza Ganz Vasas      |       | Varga János Csepeli Vasas   |       |
| Könnyűsúly   | Tarr Gyula Bp. Lokomotív         |       | Tóth Gyula Bp. Honvéd         |       | Gál József Ceglédi VSK      |       |
| Váltósúly    | Szilvásy Miklós ÉDOSZ SE         |       | Kinizsi Rudolf ÉDOSZ SE       |       | Kun István Ózdi Vasas       |       |
| Középsúly    | Németi Gyula Debreceni Lokomotív |       | Kendi József Debreceni Honvéd |       | Csótó Lajos Bp. Előre       |       |
| Félnehézsúly | Kovács Gyula Bp. Lokomotív       |       | Növényi Norbert Bp. Honvéd    |       | Mángó Andor ÉDOSZ SE        |       |
| Nehézsúly    | Bóbis Gyula Bp. Lokomotív        |       | Soltész László Bp. Honvéd     |       | Botond József Veszprémi DSK |       |

### Férfi szabadfogás
| Versenyszám  | Arany                         | Arany | Ezüst                            | Ezüst | Bronz                            | Bronz |
| ------------ | ----------------------------- | ----- | -------------------------------- | ----- | -------------------------------- | ----- |
| Lepkesúly    | Méhész Mihály Angyalföldi VSK |       | Völgyi László Bp. Dózsa          |       | Deli Lajos Debreceni Lokomotív   |       |
| Légsúly      | Bencze Lajos Bp. Dózsa        |       | Mester László Bp. Lokomotív      |       | Móni Béla ÉDOSZ SE               |       |
| Pehelysúly   | Hoffmann Géza Ganz TE         |       | Széll Sándor Bp. Lokomotív       |       | Juhász Gyula Debreceni Lokomotív |       |
| Könnyűsúly   | Káli László Csepeli Vasas     |       | Tóth Ferenc Bp. Dózsa            |       | Sipos László Debreceni Lokomotív |       |
| Váltósúly    | Sóvári Kálmán Dózsa SE        |       | Kinizsi Rudolf ÉDOSZ SE          |       | Szilvásy Miklós ÉDOSZ SE         |       |
| Középsúly    | Gurics György Ganz TE         |       | Kendi József Debreceni Lokomotív |       | Ábel Ferenc Bp. Lokomotív        |       |
| Félnehézsúly | Kovács Gyula Bp. Lokomotív    |       | Mángó Andor ÉDOSZ SE             |       | Növényi Norbert ÉDOSZ SE         |       |
| Nehézsúly    | Bóbis Gyula Bp. Lokomotív     |       | Jámbor Gyula Bp. Vasas           |       | Vászin Péter Csepeli Vasas       |       |